# Artabotrys oliganthus
Artabotrys oliganthus är en kirimojaväxtart som beskrevs av Adolf Engler och Friedrich Ludwig Diels. Artabotrys oliganthus ingår i släktet Artabotrys och familjen kirimojaväxter. Inga underarter finns listade i Catalogue of Life.